# Kruk (film 1935)
Kruk (ang. The Raven) – amerykański horror z 1935 roku. Film jest swobodną adaptacją wiersza Edgara Allana Poego pt. Kruk.

## Opis fabuły
Tancerka Jean Thatcher ulega wypadkowi samochodowemu. Życie jej ratuje chirurg Richard Vollin. Lekarz zakochuje się w kobiecie, a jego miłość szybko zmienia się w obsesję. Postanawia nie dopuścić do jej ślubu. Kiedy ojciec Jean zabrania Vollinowi ją widywać, ten wraz ze swym asystentem obmyśla zemstę.

## Główne role
- Boris Karloff – Edmond Bateman
- Béla Lugosi –  Richard Vollin
- Lester Matthews – Jerry Halden
- Irene Ware – Jean Thatcher
- Samuel S. Hinds – Judge Thatcher
- Spencer Charters as Bertram Grant
- Inez Courtney – Mary Burns
- Ian Wolfe – Geoffrey
- Maidel Turner – Harriet Grant